# Утидзима, Моюка
Моюка Утидзима (яп. 内島 萌夏; род. 11 августа 2001, Куала-Лумпур) — японская теннисистка; победительница одного турнира WTA в парном разряде.

## Профессиональная карьера
Моюка Утидзима дебютировала на теннисных турнирах в WTA-туре на Открытом чемпионате Японии в 2018 году, получив уайлд-кард в парном разряде в паре с Эриной Хаяси.
На турнирах Большого шлема японская теннисистка дебютировала на Открытом чемпионата Австралии в 2023 году. Получив уайлд-кард, она в первом же раунде уступила в трёх сетах Бернарде Пера из США. В этом же году Моюка получила уайлд-кард в одиночном разряде на домашнем турнире WTA 500 в Токио, а также попала в основную сетку турнира WTA 500 в Чжэнчжоу в статусе лаки-лузера.
В мае 2024 года на Открытом чемпионате Франции Утидзима выиграла квалификацию и дебютировала в основной сетке турнира. В первом раунде она в двух сетах (6-1, 6-1) обыграла ещё одну победительницу квалификации испанку Ирен Бурильо Эскорихуэла и вышла во второй раунд соревнований, где уступила 2-й сеяной Арине Соболенко.
В сентябре 2024 года стала финалисткой совместно с теннисисткой из Гонконга Юдис Чун в парном разряде турнир WTA 250 в Хуахине (Таиланд), где они в финале проиграли паре Анна Данилина и Ирина Хромачёва со счётом 4-6, 5-7.

## Итоговое место в рейтинге WTA по годам
| Год  | Одиночный рейтинг | Парный рейтинг |
| 2024 | 56                | 114            |
| 2023 | 181               | 145            |
| 2022 | 105               | 124            |
| 2021 | 499               | 312            |
| 2020 | 492               | 240            |
| 2019 | 583               | 262            |
| 2018 | 394               | 850            |
| 2017 | 807               | 1261           |

## Выступления на турнирах

### Финалы турнировWTAв парном разряде (2)

#### Победа (1)
| Легенда:                   |
| -------------------------- |
| Турниры Большого шлема (0) |
| Олимпиада (0)              |
| Итоговый турнир WTA (0)    |
| WTA 1000 (0)               |
| WTA 500 (0)                |
| WTA 250 (0+1)              |

| Титулы по покрытиям | Титулы по месту проведения матчей турнира |
| ------------------- | ----------------------------------------- |
| Хард (0+1)*         | Зал (0)                                   |
| Грунт (0)           | Зал (0)                                   |
| Трава (0)           | Открытый воздух (0+1)                     |
| Ковёр (0)           | Открытый воздух (0+1)                     |

* количество побед в одиночном разряде + количество побед в парном разряде.
| №  | Дата          | Турнир         | Покрытие | Партнёрша | Соперницы в финале           | Счёт       |
| 1. | 3 ноября 2024 | Цзюцзян, Китай | Хард     | Го Ханьюй | Катажина Питер Фанни Штоллар | 7-6(5) 7-5 |

#### Поражение (1)
| №  | Дата             | Турнир               | Покрытие | Партнёрша | Соперницы в финале            | Счёт    |
| 1. | 22 сентября 2024 | Хуахин, Таиланд (II) | Хард     | Юдис Чун  | Анна Данилина Ирина Хромачёва | 4-6 5-7 |